# Франсоаз Розе
Франсоа̀з Розѐ (на френски: Françoise Rosay) е френска актриса и оперна певица.

## Биография
Родена е на 19 април 1891 година в Париж като извънбрачно дете на местна актриса. Първоначално възнамерява да се занимава с оперно пеене и през 1917 година дебютира в Парижката опера с главната роля в „Саламбо“ на Ернест Рейер, но скоро се преориентира трайно към киното. През 1917 година се жени за известния кинорежисьор от епохата на нямото кино Жак Федер и става известна с ролите си, както във френски филми, така и в Холивуд след 1929 година. Участва във филми като „Le petit café“ (1931), „Избраникът на госпожа Юсон“ („Le rosier de Madame Husson“, 1932), „La kermesse héroïque“ (1935), „Johnny Frenchman“ (1945).
Франсоаз Розе умира на 28 март 1974 година в Монжерон.

## Избрана филмография
| Година | Филм                       | Оригинално заглавие        | Роля             | Режисьор              |
| ------ | -------------------------- | -------------------------- | ---------------- | --------------------- |
| 1931   |                            | Le petit café              | Мадмоазел Едуиг  | Лудвиг Бергер         |
| 1932   | Избраникът на госпожа Юсон | Le rosier de Madame Husson | госпожа Юсон     | Доминик Бертран-Дешан |
| 1935   | Героичният Кермесе         | La kermesse héroïque       | Корнелия де Вит  | Жак Федер             |
| 1945   | Джони Френчман             | Johnny Frenchman           | Ланек Флори      | Чарлз Френд           |
| 1951   | Червената странноприемница | L'auberge rouge            | Мари Мартен      | Клод Отан-Лара        |
| 1959   | Очите на любовта           | Les Yeux de l'amour        | Госпожа Монкател | Дени дьо Ла Пателиер  |
| 1961   | Кралят на фалшификаторите  | Le cave se rebiffe         | Мадам Полин      | Жил Гранжие           |